# Lê Hữu Kiều
Lê Hữu Kiều sinh ngày 10 tháng 8 năm 1915, mất ngày 23 tháng 5 năm 1989, là nhà hoạt động cách mạng lão thành, nguyên Bí thư Xứ ủy Nam Kỳ, Tổng biên tập báo Sự thật (tiền thân của báo Nhân dân), Giám đốc đầu tiên của Nhà xuất bản Sự thật (tiền thân của Nhà xuất bản Chính trị Quốc gia - Sự thật), Chủ nhiệm báo Cứu quốc (tiền thân của báo Đại Đoàn kết).
Ông còn là giáo sư, nhà nghiên cứu lý luận phê bình văn học, dịch giả và nhà báo.

## Thời niên thiếu

### Thân thế
Ông sinh ngày 10 tháng 8 năm 1915 tại thôn Bút Cương, xã Hoằng Phúc (nay là thị trấn Bút Sơn), huyện Hoằng Hóa, tỉnh Thanh Hóa, trong một gia đình trung lưu có truyền thống Nho học. Thân mẫu của đồng chí Lê Hữu Kiều là cụ Cao Thị Vinh, mất năm 1926 khi Lê Hữu Kiều mới 11 tuổi. Thân phụ của Lê Hữu Kiều là cụ Lê Dạ Châu, đậu tú tài năm 1918 tại khoa thi cuối cùng của triều đình phong kiến. Mặc dù đỗ đạt nhưng cụ không ra làm quan mà ở nhà dạy học.

### Tú tài trường Bưởi - Chu Văn An (Hà Nội)
Ngay từ khi còn rất nhỏ, Lê Hữu Kiều đã được cha dạy chữ Nho và chữ Quốc ngữ, bước đầu tiếp xúc với văn học cổ điển Trung Hoa và ca dao, tục ngữ của Việt Nam. Với mong muốn sau này con dấn thân vào con đường văn chương chữ nghĩa, chú trọng đến tinh hoa cổ điển nên cụ đặt tên con là Lê Hữu Kiều và đặt luôn bút danh sau này là Nam Mộc.
Vì là con nhà Nho, Lê Hữu Kiều được học hành đến nơi đến chốn. Ông đã trải qua các trường học ở tỉnh Thanh, Vinh, Huế, Hà Nội và đỗ tú tài tại trường Lycée du Protectorat tức trường Bưởi - Chu Văn An năm 1933.

## Sự nghiệp hoạt động cách mạng

### Nhà giáo, nhà báo giác ngộ cách mạng
Sau khi tốt nghiệp tú tài, lại thông thạo 3 ngoại ngữ (tiếng Việt, tiếng Pháp và tiếng Trung), ông bắt đầu cuộc đời nhà giáo, dạy văn học Việt Nam và văn học Pháp tại một số trường tư thục ở Thuận Hóa, Thanh Hóa, trường Gia Long ở Hà Nội và trường Nguyễn Văn Khuê ở Sài Gòn, được giác ngộ và tham gia hoạt động cách mạng.
Những năm 1936 - 1939, trong thời kỳ Mặt trận dân chủ Đông Dương, ông vừa dạy học, vừa tham gia viết bài cho các tờ báo của Đảng như Thế giới, Tin tức, Bạn dân, Dân tiến, trở thành cây bút chính luận sắc bén. Năm 1937, Lê Hữu Kiều được kết nạp vào Đoàn Thanh niên dân chủ và năm 1938 trở thành đảng viên của Đảng Cộng sản Đông Dương.
Cuối năm 1939, Chiến tranh thế giới lần thứ hai bùng nổ, chính quyền thuộc địa ở Đông Dương phát xít hóa bộ máy, đặt những người cộng sản ra ngoài vòng pháp luật, tổ chức bắt bớ, đánh phá tổ chức cộng sản rất khốc liệt. Vì vậy những năm 1939 - 1942, Lê Hữu Kiều về Thanh Hóa hoạt động. Ông là thành viên sáng lập và là Hiệu trưởng Trường Tư thục Lam Sơn, chủ bút báo Bạn đường - cơ quan ngôn luận của phong trào Hướng đạo sinh ở Thanh Hóa.
Lê Hữu Kiều cũng là nhân vật tích cực của Hội truyền bá chữ Quốc ngữ, và là người sáng lập Đoàn Thiếu sinh Lê Lai ở đây. Mùa hè năm 1942, trường Lam Sơn bị đóng cửa, báo Bạn đường bị chính quyền thực dân đình bản.

### Đặc phái viên củaTổng Bí thư Trường Chinh
Từ ngày 25 đến ngày 28 tháng 02 năm 1943, tại Võng La thuộc Đông Anh, tỉnh Phúc Yên, nay là ngoại thành Hà Nội, đã diễn ra Hội nghị Thường vụ Trung ương Đảng để bàn việc mở rộng Mặt trận Dân tộc Thống nhất và xúc tiến khởi nghĩa vũ trang. Đây là hội nghị cụ thể hóa Nghị quyết Hội nghị lần thứ tám Ban Chấp hành Trung ương Đảng. Ngay sau Hội nghị quan trọng này, tại một cơ sở bí mật ở Cổ Nhuế, Từ Liêm ngoại thành Hà Nội, Tổng Bí thư Trường Chinh đích thân gặp đồng chí Lê Hữu Kiều giao nhiệm vụ vào gấp Nam Bộ truyền đạt ngay đường lối của Trung ương trong tình hình mới để các đồng chí Nam Bộ thực hiện, kèm theo đó là bức thư của Tổng Bí thư gửi các đồng chí Nam Bộ.
Đầu năm 1943, ở Sài Gòn và các tỉnh lân cận có hai nhóm cộng sản hoạt mạnh nhưng khá độc lập với nhau có thể do điều kiện hoạt động bí mật. Vì vậy, khi vào tới Nam Kỳ với tư cách là đặc phái viên của Trung tương, đồng chí Lê Hữu Kiều chỉ bắt liên lạc được với một nhóm cộng sản hoạt động ở vùng Bà Quẹo và các tỉnh miền Đông, Nhận ra ngay những khó khăn của Nam Kỳ, đồng chí Lê Hữu Kiều viết báo cáo gửi Trung ương và đề nghị Trung ương tăng cường thêm cán bộ cho Nam Kỳ.

### Thành lập Xứ ủy lâm thời (Xứ ủy Giải phóng)
Ở Nam Kỳ, đồng chí Lê Hữu Kiều bắt liên lạc được với các đồng chí trong Ban Cán sự Đảng Liên Tỉnh ủy miền Đông chưa bị bắt cùng các đồng chí Hoàng Tế Thế, Hoàng Dư Khương, Lê Minh Định, Nguyễn Thị Thập từ Liên Tỉnh ủy Mỹ Tho lên, đồng chí Trần Văn Trà từ miền Trung vào lập ra một nhóm để xây dựng cơ sở, tiếp tục ra báo Giải phóng cho nên nhóm Cộng sản này gọi là nhóm Giải phóng.
Sau khi nhận được báo cáo và đề nghị của đồng chí Lê Hữu Kiều, tháng 8 năm 1943, Tổng Bí thư Trường Chinh cử đồng chí Nguyễn Hữu Ngoạn (tức Giang) vào tăng cường cho nhóm của đồng chí Lê Hữu Kiều, mang theo những tài liệu và chỉ thị mới của Đảng cho Nam Bộ.
Tháng 10 năm 1943, hai phái viên của Trung ương là Lê Hữu Kiều và Nguyễn Hữu Ngoạn cùng các đồng chí Nguyễn Thị Thập, Bùi Văn Dự, Trần Văn Trà, Lê Minh Định, Hoàng Dư Khương và đồng chí Hoàng Tế Thế... quyết định thành lập Ban Cán sự miền Đông Nam Kỳ. Đồng chí Lê Hữu Kiều là người lãnh đạo chủ chốt được phân công xúc tiến chuẩn bị thành lập Ban Cán sự miền Tây Nam Kỳ để tiến tới thành lập Ban Cán sự Nam Kỳ - tức Xứ ủy lâm thời.
Giữa năm 1944, Ban Cán sự miền Đông Nam Kỳ quyết định thành lập Kỳ bộ Việt Minh Nam Kỳ. Báo Giải phóng là cơ quan của Kỳ bộ. Kỳ bộ Việt Minh Nam Kỳ ra sức phát triển các tổ chức cơ sở rộng khắp cả ở miền Đông, miền Trung và miền Tây Nam Bộ, lan vào các đồn điền, xí nghiệp và một số đô thị, chủ yếu vẫn bám chắc vào vùng nông thôn rộng lớn.
Sau ngày Nhật đảo chính Pháp (09 tháng 3 năm 1945), một số đồng chí vượt ngục Bà Rá như Trần Văn Vi (Dân Tôn Tử), Tô Ký trở về hoạt động trong Ban Cán sự miền Đông Nam Kỳ. Ngày 20 tháng 3 năm 1945 [2], các đồng chí Nguyễn Thị Thập, Trần Văn Già, Trần Văn Vi, Nguyễn Văn Cảnh, Nguyễn Văn Chim... họp tại Xoài Hột, Châu Thành, Mỹ Tho lập Xử ủy lâm thời Nam Kỳ, bầu đồng chí Dân Tôn Tử làm Bí thư Xứ ủy. Xứ ủy tiếp tục lấy báo Giải phóng làm cơ quan hướng dẫn phong trào, ra thêm báo Độc Lập. Xứ ủy lâm thời Giải phóng đã tổ chức được 10 tỉnh ủy lâm thời và 6 ban cán sự Đảng ở các tỉnh. Đây là bước phát triển mới của phong trào cách mạng ở Nam Kỳ dưới sự lãnh đạo của Xứ ủy Giải phóng.

### Trở thành Bí thư Xứ ủy Nam Kỳ
Trong hai ngày 20 và 21 tháng 4 năm 1945, Xử ủy Nam Kỳ Đảng Cộng sản Đông Dương mở Hội nghị mở rộng tại Bà Điểm, Hóc Môn, Gia Định, bàn biện pháp kiện toàn tổ chức, phát triển phong trào cách mạng.
Thời điểm này, các đồng chí còn lại trong Ban Cán sự miền Đông Nam Kỳ là Lê Hữu Kiều và Hoàng Dư Khương đang hoạt động ở vùng Gia Định. Tháng 5 năm 1945 [3], Xứ ủy lâm thời Giải phóng vừa thành lập bắt liên lạc với đồng chí Lê Hữu Kiều, Hoàng Dư Khương, thống nhất tổ chức Hội nghị Xứ ủy để kiện toàn cơ quan lãnh đạo cấp Xứ và bàn chủ trương hành động mới tại Bà Điểm, Hóc Môn, Gia Định. Hội nghị đã bầu Xứ ủy mới gồm các đồng chí Lê Hữu Kiều, Trần Văn Vi (Dân Tôn Tử), Nguyễn Thị Thập, Hoàng Dư Khương, Hoàng Tế Thế... Tên của Xứ ủy mới gọi là Xứ bộ Nam Kỳ Đảng Cộng sản Đông Dương do đồng chí Lê Hữu Kiều làm Bí thư (Tỉnh ủy Gia Định gồm các đồng chí Tô Ký, Phạm Văn Bàng, Huỳnh Văn Thớm, Nguyễn Oắng, Trịnh Thị Miên... trực thuộc Xứ ủy này). Hội nghị phân công đồng chí Lê Hữu Kiều với tư cách là Bí thư Xứ bộ trực tiếp phụ trách tuyên truyền, lãnh đạo báo Giải phóng và báo Độc lập - Cơ quan của Xứ bộ và mặt trận Việt Minh Nam Kỳ. Các đồng chí Xứ ủy viên khác phụ trách công tác vận động, xây dựng lực lượng, huấn luyện vũ trang, bắt liên lạc để thống nhất tổ chức Đảng Nam Bộ.
Vào Nam Bộ từ đầu năm 1943 với tư cách là phái viên của Trung ương trực tiếp do Tổng Bí thư Trường Chinh giao nhiệm vụ, đồng chí Lê Hữu Kiều đã lăn lộn với phong trào cách mạng ở Nam Kỳ, khôi phục lại tổ chức Đảng và phát triển các tổ chức của Việt Minh, trở thành người lãnh đạo chủ chốt của Ban Cán sự miền Đông Nam Kỳ. Nhưng phải đến tháng 5 năm 1945, đồng chí Lê Hữu Kiều mới xác lập vững chắc vai trò phái viên của Trung ương, trở thành Bí thư Xứ ủy Nam Kỳ (Xứ ủy Giải Phóng) hoạt động theo sự chỉ đạo của Trung ương.

### Dự Hội nghị Tân Trào
Tháng 10 năm 1943, khi đồng chí Lê Hữu Kiều và các đồng chí của mình thành lập Ban Cán sự miền Đông Nam Kỳ ở vùng Gia Định, thì tại Chợ Gạo - Mỹ Tho, đồng chí Dương Quang Đông - người vượt ngục Tà Lài cùng đồng chí Trần Văn Giàu, đã triệu tập một cuộc họp, có 11 tỉnh ủy về dự, thành lập Xứ ủy Nam Kỳ lâm thời do chính đồng chí Dương Quang Đông làm Bí thư Xứ ủy. Như vậy, vào đầu năm 1945, ở Nam Kỳ có hai Xử ủy song song tồn tại. Để phân biệt hai Xứ ủy này, Trung ương gọi Xứ ủy do đồng chí Lê Hữu Kiều làm Bí thư là Xứ ủy Giải phóng, Xứ ủy do đồng chí Trần Văn Giàu lãnh đạo là Xứ ủy Tiền phong (Giải phóng và Tiền phong là hai tờ báo ngôn luận của hai Xử ủy).
Tháng 6 năm 1945, Tổng Bí thư Trường Chinh cử đồng chí Bùi Lâm vào Nam Kỳ truyền đạt chỉ thị của Trung ương kêu gọi các đồng chí Nam Kỳ cùng nhau hành động chuẩn bị cho Tổng khởi nghĩa và mời đại biểu hai Xứ ủy ra Việt Bắc dự Hội nghị Tân Trào. Đầu tháng 7 năm 1945 khi vào tới Sài Gòn, đồng chí Bùi Lâm với tư cách là phái viên đặc biệt của Trung ương triệu tập lãnh đạo hai Xứ ủy họp để lập Ban hành động chung do đồng chí Bùi Lâm làm Trưởng ban.
Sau Hội nghị này, theo triệu tập của Trung ương, Xứ ủy Giải phóng cử Bí thư Xứ ủy Lê Hữu Kiều và đồng chị Nguyễn Thị Thập; Xứ ủy Tiền phong cử đồng chí Ung Văn Khiêm và Hà Huy Giáp đi dự Hội nghị Tân Trào. Riêng đồng chí Nguyễn Thị Thập ra đến Việt Bắc thì Hội nghị đã họp xong. Tại Hội nghị toàn quốc của Đảng khai mạc ngày 14 tháng 8 năm 1945, đại biểu Xứ ủy Giải phóng và Xứ ủy Tiền phong báo cáo những khó khăn trở ngại của Nam Bộ vì xa Trung ương. Sau Hội nghị toàn quốc của Đảng, các đại biểu Nam Bộ tiếp tục dự Quốc dân Đại hội Tân Trào trong hai ngày 16 và 17 tháng 8 năm 1945 rồi mới lên đường trở lại Nam Bộ nhưng không kịp truyền đạt chủ trương Tổng khởi nghĩa của Trung ương thì ở Nam Bộ đã tiến hành Tổng khởi nghĩa giành thắng lợi vào ngày 25 tháng 8 năm 1945.

### Được Trung ương giao nhiệm vụ mới
Ngay sau ngày Cách mạng Tháng Tám năm 1945 thắng lợi, Trung ương Đảng cử đồng chí Hoàng Quốc Việt - Thường vụ Trung ương vào Nam Bộ để lãnh đạo xúc tiến việc thống nhất hai Xứ ủy, thống nhất Việt Minh, củng cố chính quyền cách mạng từ cấp Xứ xuống đến cấp tỉnh, thành, huyện, xã.
Ngày 23 tháng 9 năm 1945, mới giành độc lập chưa đầy một tháng, Đảng bộ, chính quyền và nhân dân Nam Bộ mở đầu cho cả nước bước vào cuộc kháng chiến chống thực dân Pháp xâm lược. Cũng trong ngày này, 1.800 chiến sĩ cộng sản kiên trung từ Côn Đảo được đón về đất liền ở bến Đại Ngãi - Sóc Trăng, và sau đó mấy ngày, 350 chiến sĩ cộng sản còn lại tiếp tục được đưa về miền Tây Nam Bộ, tăng cường cho sự nghiệp lãnh đạo kháng chiến.
Ngày 15 tháng 10 năm 1945 diễn ra Hội nghị cán bộ toàn Xứ tại Cầu Vĩ - Mỹ Tho để quyết định thống nhất Đảng bộ và Việt Minh Nam Bộ. Hội nghị đã bầu Xứ ủy mới gồm 11 đồng chí, đồng chí Tôn Đức Thắng được bầu làm Bí Thư Xứ ủy thống nhất. Mười ngày sau, ngày 25 tháng 10 năm 1945, tại Thiên Hộ - Mỹ Tho, dưới sự chủ trì của Đồng chí Hoàng Quốc Việt, Xứ ủy triệu tập Hội nghị cán bộ toàn Xứ lần thứ hai. Tại Hội nghị này, đồng chí Tôn Đức Thắng khiêm tốn từ nhiệm Bí thư Xứ ủy và đề nghị Hội nghị bầu đồng chí Lê Duẩn làm Bí thư Xứ ủy và được Hội nghị chấp thuận. Đồng chí Tôn Đức Thắng được phân công phụ trách Ủy ban Kháng chiến và chỉ đạo lực lượng vũ trang Nam Bộ.
Bí thư Xứ ủy Giải phóng Lê Hữu Kiều được điều về Trung ương nhận nhiệm vụ mới.

## Sự nghiệp làm báo, viết sách và nghiên cứu

### Chủ nhiệm Nhà xuất bản Sự thật, báo Cứu quốc
Với tư cách là một cán bộ thân tín của Tổng Bí thư Trường Chinh, từ cuối năm 1945 đến cuối năm 1947, đồng chí Lê Hữu Kiều là Thư ký tòa soạn báo Sự thật kiêm Giám đốc đầu tiên của Nhà xuất bản Sự thật (tiền thân của Nhà xuất bản Chính trị quốc gia - Sự thật). Thời gian này, với bút danh Sơn Tùng, ông viết cuốn sách Loài người trước chủ nghĩa tư bản và cùng với Cương Trực dịch văn kiện Chương trình và Điều lệ Quốc tế Cộng sản từ tiếng Pháp.
Trong ba năm, từ cuối năm 1947 đến cuối năm 1950, ông được điều động làm Chủ nhiệm báo Cứu quốc Liên khu 2, Cứu quốc Liên khu 3, Cứu quốc Thủ đô (tiền thân của báo Đại Đoàn kết)
Sau Đại hội II của Đảng năm 1951, ông trở lại Nhà xuất bản Sự thật, lúc này thành lập Ban biên tập riêng trực thuộc Trung ương Đảng và công tác ở đây cho đến hết năm 1958, giữ cương vị Trưởng phòng biên tập sách. Bảy năm công tác ở Nhà xuất bản Sự thật, ông đã viết hàng loạt cuốn sách lý luận chính trị phổ thông được xuất bản: Liên Xô vĩ đại (1952), Bần cố nông đoàn kết một nhà (1953), Hai phe trên thế giới (1952), Bần cố trung nông đoàn kết một nhà (1954), Coi chừng địa chủ rất ngoan cố (1954), Đế quốc Mỹ là kẻ thủ phạm gây ra và kéo dài chiến tranh xâm lược Việt Nam, Miên, Lào (1954), Nhân dân Pháp nêu cao ngọn cờ độc lập dân tộc và hòa bình (1954), Chế độ phong Kiên ngăn cản bước tiến của xã hội Việt Nam (1955), Chế độ ta Việt Nam dân chủ cộng hòa (1955), Đế quốc Mỹ và tay sai phá hoại hòa bình ở Lào, Miên (1955), Nâng cao cảnh giác củng cố hòa bình, chặn tay đế quốc Mỹ và tay sai lại (1955), Các giai cáp và đấu tranh giai cấp trong xã hội Việt Nam (1956), Mỹ - Diệm muốn ì ra cũng không được (1956)... Ngoài những cuốn sách cơ bản trên đây, Lê Hữu Kiều cùng với các cán bộ của Nhà xuất bản Sự thật viết chung hàng chục cuốn sách khác với tên tác giả là Nguyễn Viết Chung, đồng thời tổ chức dịch và trực tiếp dịch một số văn kiện của các Đảng anh em, các tác phẩm kinh điển của chủ nghĩa Mác - Lênin ra tiếng Việt.

### Tập trung nghiên cứu lý luận phê bình văn học
Trong 10 năm (1948 - 1957), Nam Mộc là Ủy viên Ban Chấp hành Trung ương Hội Văn nghệ Việt Nam, trực tiếp phụ trách Chi hội Văn nghệ Liên khu III. Từ năm 1968, ông là Hội viên Hội Nhà văn Việt Nam.
Năm 1959, Nam Mộc từ Nhà xuất bản Sự thật được điều động sang công tác tại Ủy ban Khoa học Xã hội - nay là Viện Hàn lâm Khoa học Xã hội - để xây dựng Viện Văn học với chức danh là Trưởng ban Lý luận - phê bình văn học, Thường trực Ban Biên tập Tập san nghiên cứu Văn học (1959 - 1962), nay là tạp chí Văn học.
Năm 1975, Khi Viện Thông tin Khoa học Xã hội trực thuộc Ủy ban Khoa học Xã hội được thành lập, Nam Mộc lại được điều sang công tác tại Viện này với chức danh Ủy viên Hội đồng Khoa học của Viện, Trưởng phòng Thông tin Ngữ văn, Thư ký Tòa soạn tập san Thông tin Khoa học Xã hội, tiền thân của tạp chí Thông tin Khoa học Xã hội.
Qua 20 năm công tác ở Ủy ban Khoa học Xã hội, ông là một trong những cán bộ chủ chốt xây dựng Viện Văn học và Viện Thông tin Khoa học Xã hội từ khi hai viện này thành lập, góp phần đào tạo cán bộ nghiên cứu lý luận, phê bình văn học và xây dựng hai tờ tạp chí từ thuở ban đầu. Trong thời gian này, ông đã công bố một số công trình nghiên cứu, tiêu biểu là: Noi theo đường lối văn nghệ Mác - Lênin của Đảng (1968), Văn học miền Nam trong lòng miền Bắc (chủ biên - 1969), Mấy vấn đề lý luận văn học (chủ biên - 1970), Văn học, cuộc sống, nhà văn (viết chung - 1978), Luyện thêm chất thép cho ngòi bút (1978), Về lý luận - phê bình văn học (2002). Là người thông thạo tiếng Trung Quốc và tiếng Pháp, ông đã dịch và tham gia dịch một số tác phẩm tiêu biểu của văn học Nga – Xô viết như: Người mẹ của Maxim Gorki, Truyện sông Đông, Đất vỡ hoang của Mikhail Sholokhov...
Năm 1979, ở tuổi 64 ông nghỉ hưu.
Ông mất vào ngày 23 tháng 5 năm 1989 tại Hà Nội, hưởng thọ 74 tuổi.

## Giải thưởng và danh hiệu
Đánh giá về cuộc đời hoạt động cách mạng dài lâu của nhà cách mạng, nhà nghiên cứu Lê Hữu Kiều - Nam Mộc, Đảng và Nhà nước đã trao tặng ông:
- Huân chương Độc lập hạng Ba
- Huân chương Kháng chiến hạng Nhì
- Huân chương Kháng chiến chống Mỹ, cứu nước hạng Nhất.
- Năm 1980, trong đợt phong học hàm đầu tiên, ông được Nhà nước phong học hàm Giáo sư ngành văn học.

## Vinh danh
Để tưởng niệm nhà cách mạng - Bí thư Xứ ủy Nam Kỳ Lê Hữu Kiều, ở quê hương Thanh Hóa, bán đảo Sơn Trà - Đà Nẵng, thành phố Quy Nhơn (Bình Định) và ở huyện Tân Thành (tỉnh Bà Rịa – Vũng Tàu) có đường phố đẹp mang tên ông.
Đặc biệt tại Thành phố Hồ Chí Minh, để tri ân những đóng góp của ông cho sự nghiệp cách mạng của Thành phố, Thành ủy Thành phố Hồ Chí Minh đã đặt tên đường và công viên mang tên ông tại Thành phố Thủ Đức.

## Tác phẩm chính

### Lý luận chính trị
- Loài người trước chủ nghĩa tư bản (1946 - NXB Sự thật)
- Chương trình và Điều lệ Quốc tế Cộng sản (1946 - NXB Sự thật)
- Kể chuyện Liên Xô vĩ đại (1952 - NXB Sự thật)
- Hai phe trên thế giới (1952 - NXB Sự thật)
- Bần cố nông đoàn kết một nhà (1953 - NXB Sự thật)
- Đế quốc Mỹ là kẻ thủ phạm gây ra và kéo dài chiến tranh xâm lược Việt Nam, Miên, Lào (1954 - NXB Sự thật)
- Hồ Chủ tịch của chúng ta (1954 - NXB Sự thật)
- Chế độ ta Việt Nam dân chủ cộng hòa (1955 - NXB Sự thật)

### Nghiên cứu văn học
- Noi theo đường lối văn nghệ Mác - Lênin của Đảng (1968 - NXB Văn học)
- Văn học miền Nam trong lòng miền Bắc (chủ biên - 1969 - NXB Văn học)
- Mấy vấn đề lý luận văn học (chủ biên - 1970 - NXB Văn học)
- Văn học, cuộc sống, nhà văn (viết chung - 1978 - NXB Văn học)
- Luyện thêm chất thép cho ngòi bút (1978 - NXB Văn học)
- Về lý luận - phê bình văn học (2002 - NXB Khoa học Xã hội)

### Sách dịch
- Người mẹ (Maxim Gorki)
- Truyện sông Đông (Mikhail Sholokhov)
- Đất vỡ hoang (Mikhail Sholokhov)